# Марк Емілій Павло (консул 302 року до н. е.)
Марк Емілій Павло (лат. Marcus Aemilius Paullus; ? — після 301 до н. е.) — політичний, державний та військовий діяч Римської республіки, консул 302 року до н. е.

## Життєпис
Походив з патриціанського роду Еміліїв. Син Луція Емілія Павла. Про раннє життя немає відомостей. У 302 році до н. е. його обрано консулом разом з Марком Лівієм Дентером. Під час своєї каденції змусив відступити луканів та спартанського військовика Клеонима, що висадився у Таренті.
У цей час почалося велике повстання племені марсів та проти Риму піднялися етруски. Тому римський сенат вимушений був призначити диктатора Марка Валерія Максима Корва. Останній після відмови Квінта Фабія Максима Рулліана призначив Емілія Павло своїм заступником — начальником кінноти. На цій посаді спочатку разом з диктатором він розбив марсів. Згодом особисто рушив проти етрусків, яких переміг при Руселаї. Про подальшу долю немає відомостей.

## Родина
- Марк Емілій Павло, консул 255 року до н. е.